# Le forme culturali del cristianesimo nascente
Le forme culturali del cristianesimo nascente è un libro di Adriana Destro e Mauro Pesce del 2005. In esso si analizza il Cristianesimo dal punto di vista antropologico come un fatto culturale. L'antropologia europea ha per lo più studiato gli “altri” evitando di sottoporre ad analisi il nucleo fondante della cultura europea: Il cristianesimo e l'ebraismo.

## Pluralismo della religione cristiana
L'immagine che ne risulta è quella di una religione fortemente plurale fin dai suoi inizi, che crea forme societarie profondamente diverse fra loro: dai settari che cercano all'interno di piccoli gruppi l'esperienza elitaria della rinascita in opposizione radicale al mondo circostante, a gruppi più tesi all'integrazione sociale che mirano a conquistare posti di rilievo nelle città, a gruppi gnostici preoccupati più della salvezza individuale di personalità intellettuali di rilievo piuttosto che occuparsi delle condizioni di povertà sociale.
Gesù Cristo appare sullo sfondo come un "sognatore" religioso che se da un lato era caratterizzato da esperienze estatiche e visionarie, dall'altro era concentrato sui bisogni e le attese dei più diseredati, i poveri senza lavoro e senza casa, destinati alla malattia, all'accattonaggio. Il suo sogno era il grande progetto ebraico di rinnovamento sociale contenuto nel libro del Levitico. Il Giubileo, che voleva dare libertà agli schiavi, liberare i poveri dai debiti e fondare una società giusta di uguali.

## Amore per il prossimo e tendenza al conflitto esterno ed interno
Nel DNA del cristianesimo c'è sì l'amore per il prossimo e il progetto di costruire comunità accoglienti di fratelli, ma c'è anche una tendenza ineliminabile al conflitto. Una catena interminabile di conflitti ne caratterizza l'esistenza, così come avverrà anche con l'Islam. Certo, il conflitto insanabile che Gesù porta è quello per la verità e per la giustizia, ma rispetto a questo progetto non è immaginabile alcun compromesso. O si vince o si è sopraffatti.
Il conflitto con l'ebraismo sarà uno degli esiti di questa caratteristica conflittuale del cristianesimo, anche se non lo si può attribuire a Gesù, ebreo che rimase del tutto all'interno dell'ebraismo. Ma gli autori sostengono che questa è sola una delle facce del cristianesimo originario e ogni generazione cristiana può decidere se far prevalere l'aspetto conflittuale o quello pacificatore.